# Enea Bastianini
Enea Bastianini (sinh ngày 30 tháng 12 năm 1997) có biệt danh 'La Bestia' (tiếng Anh là The Beast), là một tay đua mô tô người Ý. Bastianini từng đoạt chức vô địch giải đua Moto2 năm 2020. Từ năm 2021, Bastianini chuyển lên thi đấu giải đua MotoGP và đã giành được 1 chiến thắng chặng đua.
Mùa giải 2022, Bastianini thi đấu cho đội đua Gresini Racing.

## Sự nghiệp
Từ năm 2014 đến 2018, Bastianini thi đấu giải đua Moto3. Anh giành được chức Quý quân mùa giải 2015 và Á quân mùa giải 2016.
Từ năm 2019 đến năm 2020, Bastianini thi đấu giải đua Moto2. Anh đã đoạt chức vô địch mùa giải 2020.
Mùa giải 2021, Bastianini chuyển lên thi đấu thể thức MotoGP ở đội đua vệ tinh của Ducati là Avintia. Cuối mùa giải, anh gây bất ngờ khi 2 lần lên podium ở các chặng đua diễn ra ở trường đua Misano là chặng đua MotoGP San Marino và chặng đua MotoGP Emilia Romagna.
Mùa giải 2022, Bastianini chuyển qua đội đua Gresini. Anh tiếp tục gây bất ngờ lớn với chiến thắng ngay ở chặng đua mở màn của mùa giải ở Qatar.

## Thống kê thành tích
(Tính đến chặng đua MotoGP Indonesia 2022)
| Năm  | Giải đua | Xe     | Đội đua                    | Race | Win | Podium | Pole | FLap | Điểm | Plcd | WCh |
| ---- | -------- | ------ | -------------------------- | ---- | --- | ------ | ---- | ---- | ---- | ---- | --- |
| 2014 | Moto3    | KTM    | Junior Team GO&FUN Moto3   | 18   | 0   | 3      | 0    | 0    | 127  | 9th  | –   |
| 2015 | Moto3    | Honda  | Gresini Racing Team Moto3  | 18   | 1   | 6      | 4    | 2    | 207  | 3rd  | –   |
| 2016 | Moto3    | Honda  | Gresini Racing Team Moto3  | 16   | 1   | 6      | 3    | 0    | 177  | 2nd  | –   |
| 2017 | Moto3    | Honda  | Estrella Galicia 0,0       | 18   | 0   | 3      | 1    | 0    | 141  | 6th  | –   |
| 2018 | Moto3    | Honda  | Leopard Racing             | 18   | 1   | 6      | 1    | 1    | 177  | 4th  | –   |
| 2019 | Moto2    | Kalex  | Italtrans Racing Team      | 18   | 0   | 1      | 0    | 0    | 97   | 10th | –   |
| 2020 | Moto2    | Kalex  | Italtrans Racing Team      | 15   | 3   | 7      | 0    | 2    | 205  | 1st  | 1   |
| 2021 | MotoGP   | Ducati | Avintia Esponsorama Racing | 18   | 0   | 2      | 0    | 1    | 102  | 11th | –   |
| 2022 | MotoGP   | Ducati | Gresini Racing MotoGP      | 2    | 1   | 1      | 0    | 1    | 30*  | 1st* | –   |
| Tổng |          |        |                            | 141  | 7   | 35     | 9    | 7    | 1263 |      | 1   |